# Ново Село (Сланица)
Ново Село (грч. Πλεύρωμα, Плеврома) је насељено место у општини Вртикоп у периферији Средишња Македонија, Грчка. Према попису из 2021. године било је 212 становника. Налази се у области Сланица.
Према бугарском географу и историчару, Василу Канчову, у Новом Селу је 1900. године живело 75 Словена хришћана. Године 1924. насељене су грчке избегличке породице из Турске. На попису из 1940. године Ново Село је имало 208 становника, од чега су Словени били већина.